# Dalmatien (byzantinisches Thema)
Das Thema von Dalmatien (altgriechisch θέμα Δαλματίας/Δελματίας thema Dalmatias/Delmatias) war ein byzantinisches Thema an der Ostküste der Adria in Südosteuropa, dessen Hauptstadt Zadar war.

## Geschichte
Dalmatia kam erstmals in den 530ern unter oströmische Kontrolle, als die Generäle Justinians I. (regierte 527–565) es von den Ostgoten im Gotenkrieg eroberten. Die Invasionen der Awaren und Slawen im 7. Jahrhundert zerstörten die alten römischen Städte und verwüsteten die Provinz, so dass die oströmische Kontrolle auf einige Küstenstriche und Inseln beschränkt wurde. Die Stadt  Zara (Zadar) wurde in dieser Zeit zu einem Bischofssitz und wurde von einem Archon verwaltet.
Zu Anfang des 9. Jahrhunderts wurde Dalmatien von Karl dem Großen (regierte 768–814) erobert, er gab das Gebiet aber 812 an die Byzantiner nach dem sogenannten „Pax Nicephori“ zurück. Danach scheinen die Städte Dalmatiens aber tatsächlich von Byzanz unabhängig gewesen zu sein. Trotzdem wird ein Archon von Dalmatien 842/843 im Taktikon Uspensky erwähnt, und ein Siegel eines „Strategos von  Dalmatien“, das auf die erste Hälfte des 9. Jahrhunderts datiert wird, könnte ein kurzlebiges Thema von Dalmatien andeuten. Die eigentliche Etablierung Dalmatiens als Thema wird aber der Herrschaft Basileios I. (regierte 867–886) nach den Feldzügen des Niketas Oryphas zugeschrieben.
Im späten 10. und frühen 11. Jahrhundert wurde die byzantinische Herrschaft über Dalmatien durch Venedig, Kroatien, Serbien und das Königreich Ungarn herausgefordert. Mit Ausnahme von Ragusa und dem südlichen Drittel Dalmatiens verlor Byzanz die Kontrolle über das Thema in den 1060er Jahren. Sie wurde aber von Kaiser Manuel I. Komnenos (regierte 1143–1180) wiederhergestellt, schwand aber nach dessen Tod abermals und wurde durch die venezianische Herrschaft ersetzt.